# Charles Brown (músico)
Tony Russell "Charles" Brown (13 de septiembre de 1922 - 21 de enero de 1999) fue un cantante y pianista de blues estadounidense cuyo estilo suave de blues de ritmo lento tuvo influencia en el blues en las décadas de los 40 y 50. Tuvo diversos éxitos, incluyendo "Driftin' Blues" y "Merry Christmas Baby".

## Comienzos
Brown nació en Texas City, Texas. Era un niño que amaba la música y recibió formación de música clásica en el piano. Se graduó de la Escuela Secundaria Central en Galveston, Texas, en 1939, y en el Prairie View A&M College en 1942 con una licenciatura en química. Luego se convirtió en profesor de química en la George Washington Carver High School en Baytown, Texas, en trabajador en el Arsenal de Pine Bluff en Pine Bluff, Arkansas, y en aprendiz de electricista en un astillero en Richmond, California, antes de establecerse en Los Ángeles en 1943.

## Carrera

### Primeros éxitos con Johnny Moore
En Los Ángeles, la afluencia de afroamericanos del Sur durante la II Guerra Mundial creó un sistema integrado de clubs nocturnos en la que los artistas negros tienden a minimizar los elementos más ásperos del blues en su estilo. El estilo de los blues-club se hizo popular, representado por el jazz en el piano de Nat King Cole. Cuando Cole dejó Los Ángeles para actuar a nivel nacional, su lugar fue tomado por Johnny Moore's Three Blazers, con Brown al piano y la voz.
Los Three Blazers firmaron con Exclusive Records, y su grabación de "Drifting Blues", de 1945 con Brown en el piano y la voz, se quedó en el Billboard R&B chart durante seis meses, poniendo a Brown a la vanguardia de la evolución musical que cambió  la interpretación musical americana. Brown lideró el grupo en una serie de éxitos para Aladdin en los siguientes tres años, incluyendo la "New Orleans Blues", la versión original de "Merry Christmas Baby" (en 1947) y "More than you know" (1948). Su estilo domina la influyente escena de clubs del Sur de California en la Avenida Central, de Los Ángeles, durante ese período. Influyó en artistas como Floyd Dixon, Cecil Gant, Ivory Joe Hunter, Percy Mayfield, Johnny Ace y Ray Charles.

### Éxito en solitario
En la década de los 40, un aumento de la demanda de blues fue impulsado por un público cada vez mayor entre los adolescentes blancos en el sur, y rápidamente se extendió al norte y al oeste. Cantantes de Blues como Louis Jordan, Wynonie Harris y Roy Brown estaban recibiendo mucha atención, pero lo que el escritor Charles Keil llama "el movimiento tejano del blues limpio de posguerra" también comenzaba a tener una influencia, impulsado por artistas de blues como T-Bone Walker, Amos Milburn y Brown. Su canto era más ligero y más relajado, y han trabajado con bandas y combos en los que había secciones de saxos y tocaban a partir de arreglos escritos.
Brown dejó los Three Blazers en 1948 y formó su propio trío con Eddie Williams (bajo) y Charles Norris (guitarra). Firmó con Aladdin Records y tuvo un éxito inmediato con "Get Yourself Another Fool" y, a continuación, tuvo uno de sus más grandes éxitos, "Trouble Blues", en 1949, que se mantuvo en el número uno en el Billboard R&B chart durante 15 semanas en el verano de ese año. Siguió con "In the Evening When the Sun Goes Down", "Homesick Blues", "My Baby's Gone" y "Black Night", que se mantuvo en el número uno 14 semanas, de marzo a junio de 1951.
Su éxito final por varios años fue "Hard Times" en 1952. Su enfoque era demasiado suave para sobrevivir a la transición a los más duros ritmos del rock and roll, y a pesar de su grabación en el estudio de Cosimo Matassa de Nueva Orleans en 1956, desapareció de la atención nacional. A pesar de que era incapaz de competir con el más agresivo sonido del rock, que fue aumentando en popularidad, tenía un pequeño público entregado, y sus canciones fueron versionadas por intérpretes de la talla de John Lee Hooker y Lowell Fulson.
Su "Por favor, vuelve a casa por Navidad", un éxito de King Records de 1960, se mantuvo estacionalmente popular, había vendido más de un millón de copias en 1968 y fue VGK
galardonado con un disco de oro en ese año.
En la década de los 60 Brown grabó dos álbumes para Mainstream Records.

### Años del final de su carrera
En la década de los 80 Brown hizo una serie de presentaciones en Nueva York en el night club Tramps. Como resultado de estas apariciones firmó un contrato de grabación con Blue Side Records y grabó One More for the Road en tres días. El sello fue cerrado poco después, pero la distribución de sus registros fue recogida por Alligator Records. Poco después del éxito de One More for the Road, Bonnie Raitt le ayudó en una gira de vuelta a los escenarios.
Comenzó de nuevo a grabar y actuar, bajo la dirección musical del guitarrista Danny Caron, con el mayor éxito que había alcanzado desde la década de los 50. Otros miembros de sus giras incluían a Clifford Salomón en el saxofón tenor, Ruth Davies en el bajo y Gaylord Abedul en la batería. Varios de sus registros recibieron nominaciones a un Premio Grammy. En la década de 1980 actuó ampliamente como telonero de Raitt.

### Homenajes
Brown se convirtió en miembro del Rock and Roll Hall of Fame y recibió el National Heritage Fellowship de la fundación Nacional para las Artes y el Premio W. C. Handy.

## Muerte
Brown murió de insuficiencia cardíaca congestiva en 1999 en Oakland, California, y fue enterrado en Inglewood Park Cemetery, en Inglewood, California.

## Discografía

### Aladdin. Como Charles Brown Trío, Charles Brown y Su Banda, Charles Brown & Banda)
- 3020 "Get Yourself Another Fool" (RR609) b/w "Ooh! Ooh! Sugar" (RR608), 1948, released 1949  (Billboard R&B chart #4)[11]
- 3021 "A Long Time" (RR617) (Billboard R&B chart #9) b/w "It's Nothing" (RR612) (Billboard R&B chart #13), 1949
- 3024 "Trouble Blues" (RR613) b/w "Honey Keep Your Mind on Me" (RR600), 1949 (Billboard R&B chart #1, 15 weeks)
- 3030 "In the Evening When the Sun Goes Down" (RR611) b/w "Please Be Kind" (RR616), 1949 (Billboard R&B chart #4)
- 3039 "Homesick Blues" (RR603) b/w "Let's Have a Ball" (RR677), 1949 (billed as Charles Brown & His Smarties) (Billboard R&B chart #5)
- 3044 "Tormented" (RR673) b/w "Did You Ever Love a Woman" (RR679), 1949, released 1950
- 3051 "My Baby's Gone" (RR1521) b/w "I Wonder When My Baby's Coming Home" (RR604), 1950 (Billboard R&B chart #6)
- 3060 "Repentance Blues" (RR1522) b/w "I've Got That Old Feeling" (RR1529), 1950
- 3066 "I've Made Up My Mind" (RR1528) b/w "Again" (RR1520), 1950
- 3071 "Texas Blues" (RR1525) b/w "How High the Moon" (RR607), 1950
- 3076 "Black Night" (RR1619) b/w "Once There Lived a Fool" (RR1623), 1950, released 1951 (Billboard R&B chart #1, 14 weeks)
- 3091 "I'll Always Be in Love with You" (RR1621) b/w "The Message" (RR1648), 1950, released 1951 (Billboard R&B chart #7)
- 3092 "Seven Long Days" (RR1620) b/w "Don't Fool with My Heart" (RR1527), 1950, released 1951 (Billboard R&B chart #2)
- 3116 "Hard Times" (RR1752) b/w "Tender Heart" (RR1750), 1951, released 1952 (Billboard R&B chart #7)
- 3120 "Still Water" (RR1751) b/w "My Last Affair" (RR602), 1951, released 1952
- 3138 "Gee" (RR1523) b/w "Without Your Love (RR1531), 1950, released 1952
- 3157 "Rollin' Like a Pebble in the Sand" (RR2018) b/w "Alley Batting" (RR674), 1952
- 3163 "Evening Shadows" (RR2017) b/w "Moonrise" (RR1650), 1952
- 3176 "Rising Sun" (RR2019) b/w "Take Me" (RR676), 1952, released 1953
- 3191 "I Lost Everything" (UN2125) b/w "Lonesome Feeling" (UN2127), 1953
- 3200 "Don't Leave Poor Me" (UN2126) b/w "All My Life" (RR1649), not released
- 3209 "Cryin' and Driftin' Blues" (RR2212) b/w "P.S. I Love You" (RR2215), 1953 (billed as Charles Brown with Johnny Moore's Three Blazers)
- 3220 "Everybody's Got Troubles (RR2254) b/w "I Want to Fool Around with You" (RR2257), 1953, released 1954 (billed as Charles Brown with Johnny Moore's Three Blazers)
- 3235 "Let's Walk" (RR2253) b/w "Cryin' Mercy" (RR2214), 1953, released 1954 (billed as Charles Brown with Johnny Moore's Three Blazers)
- 3235 "Let's Walk" (RR2253) b/w "Blazer's Boogie" (111B) (re-release) 1953, released 1954 (billed as Charles Brown with Johnny Moore's Three Blazers)
- 3254 "My Silent Love (RR2255) b/w "Foolish" (RR601), 1953, released 1954 (billed as Charles Brown with Johnny Moore's Three Blazers)
- 3272 "Honey Sipper" (RR2328) b/w "By the Bend of the River" (RR2329), 1954
- 3284 "Nite After Nite" (RR2331) b/w "Walk with Me" (RR2332), 1954, released 1955
- 3290 "Fool's Paradise" (CAP2486) b/w "Hot Lips and Seven Kisses (Mambo)" (CAP2484), 1955 (billed as Charles Brown with Ernie Freeman's Combo)
- 3296 "My Heart Is Mended" (CAP2483) b/w "Trees, Trees" (CAP2487), 1955 (billed as Charles Brown with Ernie Freeman's Combo)
- 3316 "Please Don't Drive Me Away" (CAP2489) b/w "One Minute to One" (CAP2488), 1955, released 1956 (billed as Charles Brown with Ernie Freeman's Combo)
- 3339 "I'll Always Be in Love with You" (NO2725) (re-recording) b/w "Soothe Me" (NO2726), 1956
- 3342 "Confidential" (NO2754) b/w "Trouble Blues" (reissue), 1956
- 3348 "Merry Christmas Baby" (NO2730) (re-recording) b/w "Black Night" (reissue), 1956
- 3348 "Black Night" (reissue) b/w "Ooh! Ooh! Sugar" (reissue), 1957 (post-Christmas re-release)
- 3366 "It's a Sin to Tell a Lie" (NO2727) b/w "Please Believe Me" (NO2728), 1956, released 1957
- 3422 "Hard Times" (reissue) b/w "Ooh! Ooh! Sugar" (reissue), 1958

### Imperial (todos Aladdin masters) (Como Charles Brown)
- 5830 "Fool's Paradise" (reissue) b/w "Lonesome Feeling" (reissue), 1962
- 5902 "Merry Christmas Baby" (reissue) b/w "I Lost Everything" (reissue), 1962
- 5905 "Drifting Blues" (reissue) b/w "Black Night" (reissue), 1963
- 5961 "Please Don't Drive Me Away" (reissue) b/w "I'm Savin' My Love for You" (RR2330), 1963

### East West (subsidiaria de Atlantic)
- 106 "When Did You Leave Heaven" (EW-2753) b/w "We've Got a Lot in Common" (EW-2755), 1957, released 1958

### Ace
- 561 "I Want to Go Home" (with Amos Milburn) (S-253) b/w "Educated Fool" (with Amos Milburn) (S-254), 1959
- 599 "Sing My Blues Tonight" (S-843) b/w "Love's Like a River" (S-844), 1960

### Teem (subsidiaria de Ace)
- 1008 "Merry Christmas Baby" (A-1113-63) b/w "Christmas Finds Me Oh So Sad (Please Come Home for Christmas)" (A-1114-63), 1961, released 1963

### King
- 5405 Charles Brown, "Please Come Home for Christmas" (K4912) b/w Amos Milburn, "Christmas Comes but Once a Year" (K4913), 1960
- 5439 "Baby Oh Baby" (K4992) b/w "Angel Baby" (K4993), 1961
- 5464 "I Wanna Go Back Home" (with Amos Milburn) (K10607) b/w "My Little Baby" (with Amos Milburn) (K10608), 1961
- 5523 "This Fool Has Learned" (K10892) b/w "Butterfly" (K10893), 1961
- 5530 "It's Christmas All Year Round" (K10897) b/w "Christmas in Heaven" (K10947), 1961
- 5570 "Without a Friend" (K10983) b/w "If You Play with Cats" (K10984), 1961
- 5722 "I'm Just a Drifter" (K11405) b/w "I Don't Want Your Rambling Letters" (K11406), 1963
- 5726 "It's Christmas Time" (K10898) b/w "Christmas Finds Me Lonely Wanting You" (K10950), 1961, released 1963
- 5731 "Christmas Questions" (K10954) b/w "Wrap Yourself in a Christmas Package" (K10956), 1961, released 1963
- 5802 "If You Don't Believe I'm Crying (Take a Look at My Eyes)" (K11687) b/w "I Wanna Be Close" (K11689), 1964
- 5825 "Lucky Dreamer" (K11688) b/w "Too Fine for Crying" (K11690), 1964
- 5852 "Come Home" (K11691) b/w "Blow Out All the Candles (Happy Birthday to You)" (K11692), 1964
- 5946 "Christmas Blues" (K10948) b/w "My Most Miserable Christmas" (K10955), 1961, released 1964
- 5947 "Christmas Comes but Once a Year" (K10951) b/w "Bringing In a Brand New Year" (K10949), 1961, released 1964

### Mainstream
- 607 "Pledging My Love" (R5KM-7389) b/w "Tomorrow Night" (R5KM-7390), 1965

### Ace
- 775 "Please Come Home for Christmas" (92772-A) (reissue) b/w "Merry Christmas Baby" (92772-1B) (reissue), 1966

### King
- 6094 "Regardless" (K12330) b/w "The Plan" (K12331), 1967
- 6192 "Hang On a Little Longer" (K12723) b/w "Black Night" (K12724) (re-recording), 1968
- 6194 "Merry Christmas Baby" (K12725) (re-recording) b/w "Let's Make Every Day a Christmas Day" (K10946), 1968
- 6420 "For the Good Times" (K14276) b/w "Lonesome and Driftin'" (K14277), 1973

### Original LP y CD
- 1952 Mood Music (Aladdin Records 702), 10" vinyl LP
- 1956 Mood Music (Aladdin Records 809), 12" vinyl LP, listed for release on the back cover of early Aladdin albums but never issued
- 1957 Drifting Blues (Score Records 4011), Aladdin subsidiary label
- 1961 Sings Christmas Songs (King Records 775), reissued as Please Come Home for Christmas (King-Starday 5019)
- 1962 Million Sellers (Imperial Records 9178), all Aladdin Records material
- 1964 Boss of the Blues (Mainstream Records 6007), reissued as Since I Fell for You (Garland-DCC 26)
- 1965 Ballads My Way (Mainstream Records 6035)
- 1970 Charles Brown: Legend! (ABC-Bluesway Records 6039), reissued as MCA Special Products 22112
- 1972 Driftin' Blues (Mainstream Records 368)
- 1972 Blues 'n' Brown (Jewel Records 5006)
- 1973 Great Rhythm & Blues Oldies, Volume 2: Charles Brown (Blues Spectrum [Johnny Otis's label] 1020), reissued as The Very Best of Charles Brown Featuring Shuggie Otis (Stardust-Cleopatra 881)
- 1977 Merry Christmas Baby (Big Town Records 1003)
- 1978 Music, Maestro, Please (Big Town Records 1005)
- 1978 Charles Brown & Johnny Moore's Three Blazers: Sunny Road, recorded 1945–1960 (Route 66 Records KIX-5)
- 1980 Charles Brown & Johnny Moore's Three Blazers: Race Track Blues, recorded 1945–1956 (Route 66 Records KIX-17)
- 1980 I'm Gonna Push On! (Live at Mosebacke) (Stockholm Records RJ-200), live recording from Brown's 1979 tour of Sweden
- 1986 One More for the Road (Blue Side Records 60007), reissued as Alligator Records 4771
- 1986 Charles Brown (w/Johnny Moore's Three Blazers): Let's Have a Ball, recorded 1945–1961 (Route 66 Records KIX-34)
- 1989 Johnny Moore's Three Blazers (with Charles Brown): This Is One Time, Baby, recorded 1945–1949 (Jukebox Lil JB-1105)
- 1989 Charles Brown & Johnny Moore's Three Blazers: Sail On Blues, recorded 1945–1947 (Jukebox Lil JB-1106)
- 1990 All My Life (Bullseye Blues 9501)[12]
- 1992 Blues and Other Love Songs (Muse 5466), reissued as Savoy Jazz 17295
- 1992 Someone to Love (Bullseye Blues 9514)
- 1994 Just a Lucky So and So (Bullseye Blues 9521)
- 1994 These Blues (Gitanes-Verve 523022)
- 1994 Charles Brown's Cool Christmas Blues (Bullseye Blues 9561)
- 1995 Marian McPartland's Piano Jazz ... with Guest: Charles Brown (Jazz Alliance 12032)
- 1996 Honey Dripper (Gitanes-Verve 529848)
- 1998 So Goes Love (Verve 539967)
- 1999 In a Grand Style (Bullseye Blues 9551)[13]

### Compilaciones de CD y otros lanzamientos
- 1990 Hard Times & Cool Blues: Original Aladdin Masters (Sequel NEX-133)
- 1991 The New York Rock and Soul Revue: Live at the Beacon (Giant-Warner Bros. 24423)
- 1992 Driftin' Blues: The Best of Charles Brown (Capitol-EMI 97989; reissued as Collectables 5631)
- 1993 Boss of the Blues (Mainstream/Columbia-Sony 53624)
- 1994 The Complete Aladdin Recordings of Charles Brown (Mosaic 153), five-CD box set
- 1995 Snuff Dippin' Mama, with Johnny Moore's Three Blazers (Night Train International 7017)
- 1995 Walkin' in Circles, with Johnny Moore's Three Blazers (Night Train International 7024)
- 1996 The Chronological Charles Brown: 1944–1945, with Johnny Moore's Three Blazers (Classics 894)
- 1996 Drifting & Dreaming, with Johnny Moore's Three Blazers (all Modern Records material) (Ace CHD-589)
- 1996 Sings the Blues (all Mainstream Records material) (Sony Music Special Products 26431)
- 1997 Johns (Original Motion Picture Soundtrack) (Varese Sarabande 5778)
- 1997 The Cocktail Combos: Nat King Cole/Charles Brown/Floyd Dixon (Capitol-EMI 52042), three-CD set
- 1998 The Chronological Charles Brown 1946, with Johnny Moore's Three Blazers (Classics 971)
- 1999 Blue Over You: The Ace Recordings (Westside WESM-610)
- 2000 Charles Brown & Friends: Merry Christmas Baby (Fuel 2000/Varese Sarabande 61068)
- 2000 The Chronological Charles Brown: 1946–1947, with Johnny Moore's Three Blazers (Classics 1088)
- 2001 The Chronological Charles Brown: 1947–1948, with Johnny Moore's Three Blazers (Classics 1147)
- 2002 The Chronological Charles Brown: 1948–1949 (Classics 1210)
- 2003 The Chronological Charles Brown 1949-1951 (Classics 1272)
- 2003 Charles Brown: The Classic Earliest Recordings, with Johnny Moore's Three Blazers (JSP Records 7707), five-CD box set
- 2003 A Life in the Blues (Rounder Select 612074), CD with DVD
- 2004 Alone at the Piano (Savoy Jazz 17326), previously unissued live radio broadcasts recorded 1989–1995
- 2004 The Very Best of Charles Brown: Original King Recordings (Collectables 2891)
- 2005 The Best of Charles Brown: West Coast Blues, with Johnny Moore's Three Blazers (Blues Forever 6828)
- 2007 Fuel Presents: An Introduction to Charles Brown (Fuel 2000/Varese Sarabande 61664)
- 2007 Groovy, with Johnny Moore's Three Blazers (Rev-Ola Records CRBAND-13)
- 2012 The Cool Cool Blues of Charles Brown 1945–1961, with Johnny Moore's Three Blazers (Jasmine 3030), two-CD set

### Aportes
- 1997 Lost & Found Houston Person (32 Jazz), previously unreleased Muse album Sweet Slumber, recorded 1991
- 1997 Straight Up with a Twist, Kitty Margolis (Mad-Kat)
- 1999 Meet Me Where They Play the Blues, Maria Muldaur (Telarc)
- 2010 Everyday Living, Hawkeye Herman (Blue Skunk Music)